# 李邦表
李邦表（？—1544年），字正甫，號观颐，四川重庆府合州定远县人，民籍，明朝政治人物。

## 生平
正德十四年（1519年）己卯科四川鄉試舉人，嘉靖五年（1526年）丙戌科三甲第七十一名進士。官户部主事、员外郎，擢楚雄府知府、两淮盐运使 。嘉靖二十三年正月考察以年老致仕。

## 家族
曾祖李英。祖父李永寧，潮州知府；父李哻，壽官贈戶部郎中。母丁氏。兄李邦直，举人，官湖广永兴知县。